# 奧林匹克運動會網球獎牌得主列表

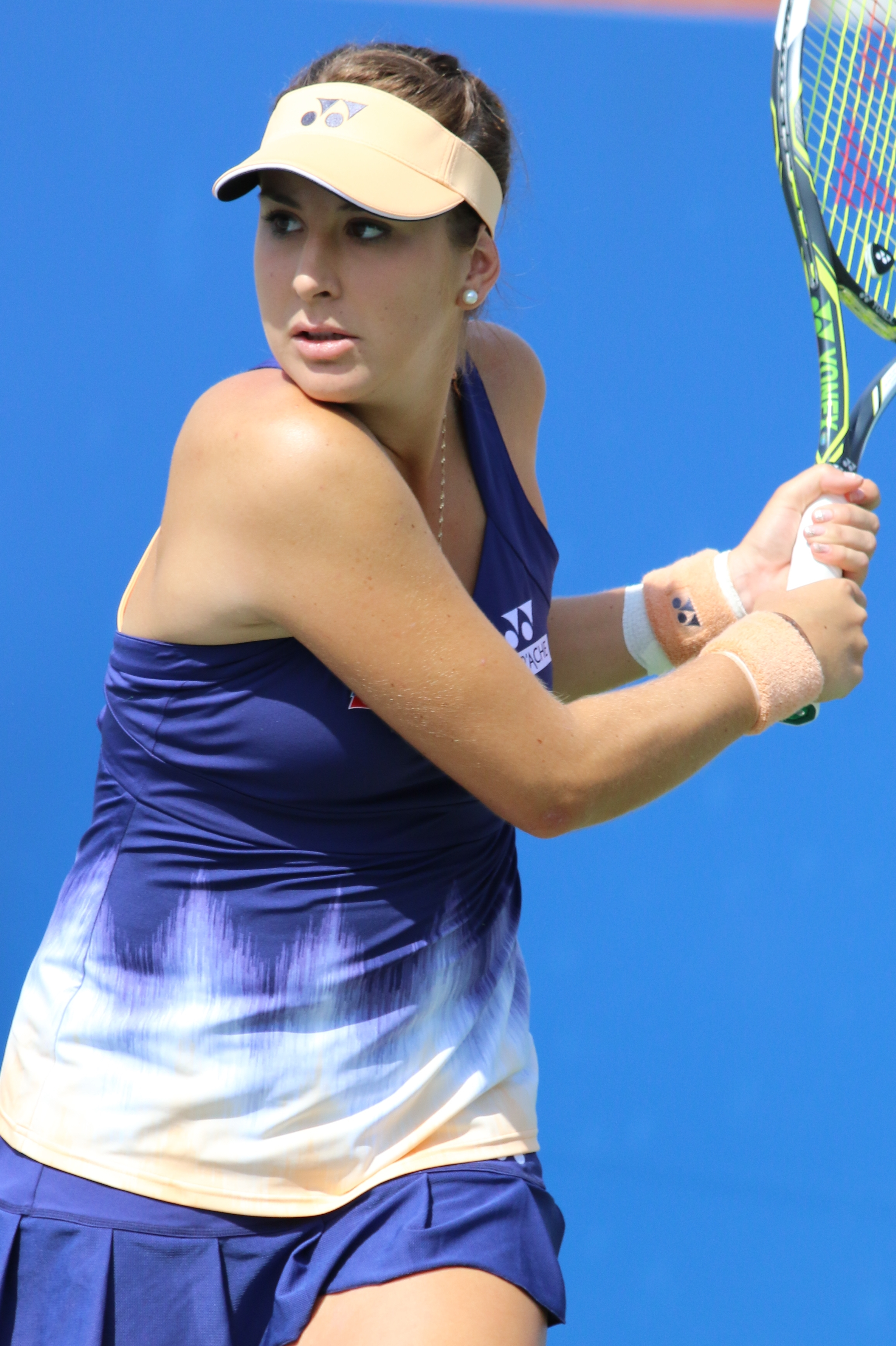
貝琳達·本契奇在2020年東京奧運贏得女子單打比賽金牌

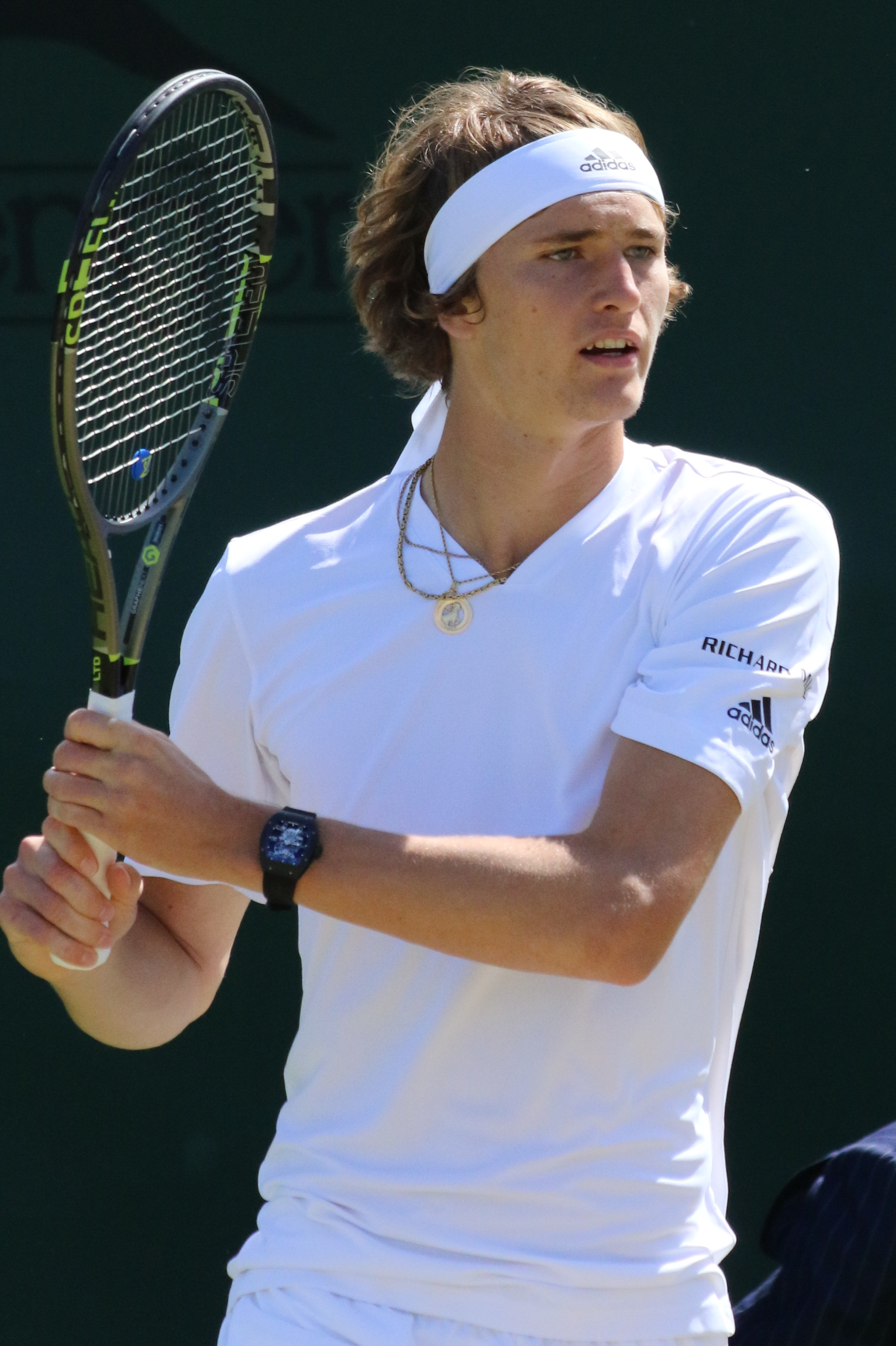
亞歷山大·茲韋列夫在2020年東京奧運贏得男子單打比賽金牌

奥林匹克运动会网球奖牌得主列表列出在奥林匹克运动会网球比赛中获得奖牌的运动员。网球在1896年雅典的首屆夏季奧林匹克運動會上就已經成為了正式比賽項目，但當時只有男子單打與男子雙打兩個項目。在1900年第二屆的夏季奧林匹克運動會上，便出現了女子網球的單打和混合雙打項目。在1928至1984年之間的13次夏季奧運會上，網球均被剔出夏季奧運會比賽項目，但1968年墨西哥夏季奧運會與1984年洛杉磯夏季奧運會上設置了網球表演賽。在1988年漢城夏季奧運會上，網球重新列入比賽項目之一。
獲得一金二銀二銅的凱斯琳·麥克凱恩·戈弗瑞及獲得四金一銀的維納斯·威廉姆斯是獲得最多獎牌的網球運動員，其中維納斯·威廉姆斯是唯一於單打、雙打、混合雙打皆獲得獎牌的選手。而維納斯·威廉姆斯與其妹塞雷娜·威廉姆斯同樣獲得了4枚金牌（各有1面女單金牌及搭檔獲得3面女雙金牌），同時是獲得最多金牌以及最多雙打金牌的網球運動員。安迪·莫瑞則是唯一一位獲得兩面單打金牌的網球運動員。
在夏季奧運會上有三次賽事由同樣的運動員連續勝出兩屆，分別是吉吉·费尔南德斯與瑪麗·喬·費南德茲（1992年巴塞隆拿夏季奧運／1996年亞特蘭大夏季奧運女子雙打項目）、維納斯·威廉絲與塞雷納·威廉絲姊妹（2008年北京夏季奧運／2012年倫敦夏季奧運女子雙打項目）和安迪·莫瑞（2012年倫敦夏季奧運／2016年里約夏季奧運男子單打項目）。

## 現有項目

### 男子單打
| 届数                | 金牌                                       | 银牌                                       | 铜牌                                       |
| 1896 雅典奧運       | 约翰·博兰（英国）                          | 迪米特里奧斯·卡斯達格利斯（希腊）          | 莫姆奇洛·塔帕維卡（匈牙利）                |
| 1896 雅典奧運       | 约翰·博兰（英国）                          | 迪米特里奧斯·卡斯達格利斯（希腊）          | 康斯坦丁諾斯·帕斯帕蒂斯（希腊）            |
| 1900 巴黎奧運       | 劳伦斯·多尔蒂（英国）                      | 哈罗德·马奥尼（英国）                      | 雷金纳德·多尔蒂（英国）                    |
| 1900 巴黎奧運       | 劳伦斯·多尔蒂（英国）                      | 哈罗德·马奥尼（英国）                      | 阿瑟·诺里斯（英国）                        |
| 1904 聖路易斯奧運   | 比尔斯·赖特（美国）                        | 罗伯特·勒罗伊（美国）                      | 阿方索·贝尔（美国）                        |
| 1904 聖路易斯奧運   | 比尔斯·赖特（美国）                        | 罗伯特·勒罗伊（美国）                      | 埃德加·伦纳德（美国）                      |
| 1908 倫敦奧運       | 梅杰·里奇（英国）                          | 奥托·弗罗伊茨海姆（德国）                  | 威尔伯福斯·伊夫斯（英国）                  |
| 1912 斯德哥爾摩奧運 | 查尔斯·温斯洛（南非）                      | 哈罗德·基特森（南非）                      | 奥斯卡·克罗伊策（德国）                    |
| 1920 安特衛普奧運   | 路易斯·雷蒙德（南非）                      | 熊谷一彌（日本）                           | 查尔斯·温斯洛（南非）                      |
| 1924 巴黎奧運       | 文森特·理查兹（美国）                      | 亨利·科歇（法国）                          | 乌贝托·德莫尔普戈（意大利）                |
| 1928–1984           | 自夏季奧運會比賽項目刪除、1968年網壇公開化 | 自夏季奧運會比賽項目刪除、1968年網壇公開化 | 自夏季奧運會比賽項目刪除、1968年網壇公開化 |
| 1988 漢城奧運       | 米洛斯拉夫·梅奇日（捷克斯洛伐克）          | 提姆·馬約特（美国）                        | 斯特凡·埃德贝里（瑞典）                    |
| 1988 漢城奧運       | 米洛斯拉夫·梅奇日（捷克斯洛伐克）          | 提姆·馬約特（美国）                        | 布拉德·吉尔伯特（美国）                    |
| 1992 巴塞隆拿奧運   | 馬克·羅塞特（瑞士）                        | 霍尔迪·阿雷塞（西班牙）                    | 安德烈·切尔卡索夫（独联体）                |
| 1992 巴塞隆拿奧運   | 馬克·羅塞特（瑞士）                        | 霍尔迪·阿雷塞（西班牙）                    | 戈蘭·伊凡尼塞維奇（克罗地亚）              |
| 1996 亞特蘭大奧運   | 安德烈·阿格西（美国）                      | 塞爾希·布魯格拉（西班牙）                  | 利安德·帕斯（印度）                        |
| 2000 雪梨奧運       | 葉夫蓋尼·卡菲尼可夫（俄罗斯）              | 托米·哈斯（德国）                          | 阿爾諾·迪·帕斯夸萊（法国）                 |
| 2004 雅典奧運       | 尼古拉斯·馬蘇（智利）                      | 馬爾迪·菲什（美国）                        | 費蘭度·干沙里斯（智利）                    |
| 2008 北京奧運       | 拉斐爾·納達爾（西班牙）                    | 費蘭度·干沙里斯（智利）                    | 諾瓦克·喬科維奇（塞尔维亚）                |
| 2012 倫敦奧運       | 安迪·莫瑞（英国）                          | 羅傑·費德勒（瑞士）                        | 胡安·馬丁·德爾波特羅（阿根廷）             |
| 2016 里約熱內盧奧運 | 安迪·莫瑞（英国）                          | 胡安·馬丁·德爾波特羅（阿根廷）             | 錦織圭（日本）                             |
| 2020 東京奧運       | 亞歷山大·茲韋列夫（德国）                  | 卡倫·哈查諾夫（俄罗斯奥林匹克委员会）      | 巴勃羅·卡雷尼奧·布斯塔（西班牙）           |
| 2024 巴黎奧運       | 諾瓦克·喬科維奇（塞尔维亚）                | 卡洛斯·阿爾卡拉斯（西班牙）                | 洛倫佐·穆塞蒂（意大利）                    |

### 女子單打
| 届数                | 金牌                                       | 银牌                                       | 铜牌                                       |
| 1900 巴黎奧運       | 夏洛特·庫珀（英国）                        | 伊冯娜·普雷沃（法国）                      | 玛丽昂·琼斯·法夸尔（美国）                 |
| 1900 巴黎奧運       | 夏洛特·庫珀（英国）                        | 伊冯娜·普雷沃（法国）                      | 黑德维希·罗森鲍莫娃（波希米亚）            |
| 1904                | 自夏季奧運會比賽項目刪除                   | 自夏季奧運會比賽項目刪除                   | 自夏季奧運會比賽項目刪除                   |
| 1908 倫敦奧運       | 多蘿西婭·道格拉斯（英国）                  | 朵拉·布斯比（英国）                        | 露丝·温奇（英国）                          |
| 1912 斯德哥爾摩奧運 | 玛格丽特·布罗克迪（法国）                  | 多罗特娅·克林（德国）                      | 莫拉·马洛里（挪威）                        |
| 1920 安特衛普奧運   | 蘇珊·蘭格倫（法国）                        | 多萝西·霍尔曼（英国）                      | 凱斯琳·麥克凱恩·戈弗瑞（英国）             |
| 1924 巴黎奧運       | 海倫·威爾斯·穆迪（美国）                   | 朱莉·弗拉斯托（法国）                      | 凱斯琳·麥克凱恩·戈弗瑞（英国）             |
| 1928–1984           | 自夏季奧運會比賽項目刪除、1968年網壇公開化 | 自夏季奧運會比賽項目刪除、1968年網壇公開化 | 自夏季奧運會比賽項目刪除、1968年網壇公開化 |
| 1988 漢城奧運       | 施特菲·葛拉芙（西德）                      | 加布里埃拉·薩巴蒂尼（阿根廷）              | 齐娜·加里森（美国）                        |
| 1988 漢城奧運       | 施特菲·葛拉芙（西德）                      | 加布里埃拉·薩巴蒂尼（阿根廷）              | 瑪努埃拉·馬列娃（保加利亚）                |
| 1992 巴塞隆拿奧運   | 珍妮弗·卡普莉亞蒂（美国）                  | 施特菲·葛拉芙（德国）                      | 瑪麗·喬·費南德茲（美国）                   |
| 1992 巴塞隆拿奧運   | 珍妮弗·卡普莉亞蒂（美国）                  | 施特菲·葛拉芙（德国）                      | 阿蘭查·桑切斯·維卡里奧（西班牙）           |
| 1996 亞特蘭大奧運   | 林賽·黛文波特（美国）                      | 阿蘭查·桑切斯·維卡里奧（西班牙）           | 雅娜·諾沃特娜（捷克）                      |
| 2000 雪梨奧運       | 維納斯·威廉姆斯（美国）                    | 耶蓮娜·德門蒂耶娃（俄罗斯）                | 莫妮卡·莎莉絲（美国）                      |
| 2004 雅典奧運       | 賈斯汀·海寧（比利时）                      | 阿梅莉·毛瑞斯莫（法国）                    | 艾麗西亞·莫利克（）                        |
| 2008 北京奧運       | 耶蓮娜·德門蒂耶娃（俄罗斯）                | 迪娜拉·薩芬娜（俄罗斯）                    | 薇拉·茲沃納列娃（俄罗斯）                  |
| 2012 倫敦奧運       | 塞雷娜·威廉姆斯（美国）                    | 瑪麗亞·莎拉波娃（俄罗斯）                  | 維多利亞·阿扎倫卡（白俄罗斯）              |
| 2016 里約熱內盧奧運 | 莫妮卡·普伊格（波多黎各）                  | 安潔莉克·克伯（德国）                      | 佩特拉·克維托娃（捷克）                    |
| 2020 東京奧運       | 貝琳達·本西琪（瑞士）                      | 馬爾凱塔·萬卓索娃（捷克）                  | 伊莉娜·斯維托莉娜（乌克兰）                |
| 2024 巴黎奧運       | 鄭欽文（中国）                             | 唐娜·維基奇（克罗地亚）                    | 伊加·斯威雅蒂（波兰）                      |

### 男子雙打
| 届数                | 金牌                                                     | 银牌                                                                      | 铜牌                                                              |
| 1896 雅典奧運       | 约翰·博兰（英国） · 弗里德里希·特勞恩（德国）            | 德米特里奧斯·彼得羅科基諾斯（希腊） · 迪米特里奧斯·卡斯達格利斯（希腊）   | 特迪·弗拉克（） · 乔治·S·罗伯逊（英国）                           |
| 1900 巴黎奧運       | 劳伦斯·多尔蒂（英国） · 雷金纳德·多尔蒂（英国）          | 马克斯·德屈吉（法国） · 貝西·史佩爾丁·德·加爾曼迪亞（美国）               | 喬治·德·拉沙佩勒（法国） · 安德烈·普雷沃（法国）                  |
| 1900 巴黎奧運       | 劳伦斯·多尔蒂（英国） · 雷金纳德·多尔蒂（英国）          | 马克斯·德屈吉（法国） · 貝西·史佩爾丁·德·加爾曼迪亞（美国）               | 哈罗德·马奥尼（英国） · 阿瑟·诺里斯（英国）                       |
| 1904 聖路易斯奧運   | 埃德加·伦纳德（美国） · 比尔斯·赖特（美国）              | 阿方索·贝尔（美国） · 罗伯特·勒罗伊（美国）                               | 约瑟夫·韦尔（美国） · 艾伦·韦斯特（美国）                         |
| 1904 聖路易斯奧運   | 埃德加·伦纳德（美国） · 比尔斯·赖特（美国）              | 阿方索·贝尔（美国） · 罗伯特·勒罗伊（美国）                               | 克拉伦斯·甘布尔（美国） · 阿瑟·韦尔（美国）                       |
| 1908 倫敦奧運       | 乔治·希利亚德（英国） · 雷金纳德·多尔蒂（英国）          | 梅杰·里奇（英国） · 詹姆斯·塞西尔·帕克（英国）                            | 克莱门特·卡扎勒特（英国） · 查尔斯·狄克逊（英国）                 |
| 1912 斯德哥爾摩奧運 | 哈罗德·基特森（南非） · 查尔斯·温斯洛（南非）            | 亞瑟·茲博爾齊 Arthur Zborzil（奥地利） · 弗里茨·費利克斯·派普斯（奥地利） | 阿尔贝·卡内（法国） · 愛德華·梅尼·德·馬朗格（法国）               |
| 1920 安特衛普奧運   | 诺埃尔·特恩布尔（英国） · 马克斯·伍斯纳姆（英国）        | 熊谷一彌（日本） · 柏尾誠一郎（日本）                                     | 马克斯·德屈吉（法国） · 皮埃尔·阿尔巴朗（法国）                   |
| 1924 巴黎奧運       | 文森特·理查兹（美国） · 弗朗西斯·亨特（美国）            | 雅克·布吕尼翁（法国） · 亨利·科歇（法国）                                 | 让·博罗特拉（法国） · 勒内·拉科斯特（法国）                       |
| 1928–1984           | 自夏季奧運會比賽項目刪除、1968年網壇公開化               | 自夏季奧運會比賽項目刪除、1968年網壇公開化                                | 自夏季奧運會比賽項目刪除、1968年網壇公開化                        |
| 1988 漢城奧運       | 肯·弗拉赫（美国） · 羅伯特·瑟古索（美国）                | 埃米利奥·桑切斯（西班牙） · 塞尔希奥·卡萨尔（西班牙）                     | 米洛斯拉夫·梅奇日（捷克斯洛伐克） · 米兰·什赖贝尔（捷克斯洛伐克） |
| 1988 漢城奧運       | 肯·弗拉赫（美国） · 羅伯特·瑟古索（美国）                | 埃米利奥·桑切斯（西班牙） · 塞尔希奥·卡萨尔（西班牙）                     | 斯特凡·埃德贝里（瑞典） · 安德斯·耶吕德（瑞典）                   |
| 1992 巴塞隆拿奧運   | 鮑里斯·貝克爾（德国） · 米夏埃爾·施蒂希（德国）          | 韋恩·費雷拉（南非） · 皮得·諾瓦爾（南非）                                 | 哈维尔·弗拉纳（阿根廷） · 克里斯蒂安·米尼西（阿根廷）             |
| 1992 巴塞隆拿奧運   | 鮑里斯·貝克爾（德国） · 米夏埃爾·施蒂希（德国）          | 韋恩·費雷拉（南非） · 皮得·諾瓦爾（南非）                                 | 戈兰·伊万尼塞维奇（克罗地亚） · 戈兰·普尔皮奇（克罗地亚）         |
| 1996 亞特蘭大奧運   | 托德·伍德布里奇（） · 馬克·伍德福德（）－－ 伍德組合     | 尼尔·布罗德（英国） · 蒂姆·亨曼（英国）                                   | 马克-凯温·格尔纳（德国） · 大衛·普里諾西爾（德国）                |
| 2000 雪梨奧運       | 塞巴斯蒂安·拉罗（加拿大） · 丹尼爾·內斯特（加拿大）      | 托德·伍德布里奇（） · 馬克·伍德福德（）－－ 伍德組合                      | 亞歷克斯·科雷查（西班牙） · 阿尔韦特·科斯塔（西班牙）             |
| 2004 雅典奧運       | 費蘭度·干沙里斯（智利） · 尼古拉斯·馬蘇（智利）          | 尼古拉斯·基弗（德国） · 萊納·舒特勒（德国）                               | 馬里奧·安契奇（克罗地亚） · 伊萬·留比契奇（克罗地亚）             |
| 2008 北京奧運       | 羅傑·費德勒（瑞士） · 斯坦尼斯拉斯·瓦夫林卡（瑞士）      | 西蒙·阿斯博林（瑞典） · 托馬斯·約翰松（瑞典）                             | 鮑伯·布萊恩（美国） · 麥克·布萊恩（美国）－－ 布萊恩兄弟          |
| 2012 倫敦奧運       | 鮑伯·布萊恩（美国） · 麥克·布萊恩（美国）－－ 布萊恩兄弟 | 米卡埃爾·洛德拉（法国） · 若-威爾弗里德·特松加（法国）                    | 儒利安·貝內托（法国） · 里夏爾·加斯凱（法国）                     |
| 2016 里約熱內盧奧運 | 馬克·洛佩斯（西班牙） · 拉斐爾·納達爾（西班牙）          | 弗洛林·梅爾賈（罗马尼亚） · 霍里亞·特卡烏（罗马尼亚）                     | 斯蒂夫·約翰遜（美国） · 傑克·索克（美国）                         |
| 2020 東京奧運       | 尼克拉·梅克蒂奇（克罗地亚） · 馬特·帕維奇（克罗地亚）    | 馬林·契利奇（克罗地亚） · 伊萬·多迪格（克罗地亚）                         | 馬庫斯·丹尼爾（新西兰） · 迈克尔·维纳斯（新西兰）                 |
| 2024 巴黎奧運       | 馬修·伊布登（） · 約翰·皮爾斯（）                        | 奧斯汀·克拉吉塞克（美国） · 拉傑夫·拉姆（美国）                           | 泰勒·弗里茨（美国） · 托米·保羅（美国）                           |

### 女子雙打
| 届数                | 金牌                                                         | 银牌                                                                    | 铜牌                                                         |
| 1920 安特衛普奧運   | 威妮弗雷德·麦克奈尔（英国） · 凱斯琳·麥克凱恩·戈弗瑞（英国） | 杰拉尔丁·比米什（英国） · 多萝西·霍尔曼（英国）                         | 蘇珊·蘭格倫（法国） · 伊麗莎白·艾恩·麥克雷迪（法国）         |
| 1924 巴黎奧運       | 黑兹尔·霍奇基斯·怀特曼（美国） · 海倫·威爾斯·穆迪（美国）    | 菲莉丝·科维尔（英国） · 凱斯琳·麥克凱恩·戈弗瑞（英国）                  | 多萝西·谢泼德-巴伦（英国） · 伊夫琳·科利尔（英国）           |
| 1928–1984           | 自夏季奧運會比賽項目刪除、1968年網壇公開化                   | 自夏季奧運會比賽項目刪除、1968年網壇公開化                              | 自夏季奧運會比賽項目刪除、1968年網壇公開化                   |
| 1988 漢城奧運       | 帕姆·施赖弗（美国） · 齐娜·加里森（美国）                    | 雅娜·諾沃特娜（捷克斯洛伐克） · 海倫娜·蘇科娃（捷克斯洛伐克）           | 伊丽莎白·斯迈利（） · 温迪·特恩布尔（）                      |
| 1988 漢城奧運       | 帕姆·施赖弗（美国） · 齐娜·加里森（美国）                    | 雅娜·諾沃特娜（捷克斯洛伐克） · 海倫娜·蘇科娃（捷克斯洛伐克）           | 施特菲·格拉芙（西德） · 克劳迪娅·科德-基尔施（西德）         |
| 1992 巴塞隆拿奧運   | 吉吉·费尔南德斯（美国） · 瑪麗·喬·費南德茲（美国）           | 康奇塔·馬丁內斯（西班牙） · 阿蘭查·桑切斯·維卡里奧（西班牙）            | 蕾切尔·麦奎兰（） · 妮科尔·普罗维斯（）                      |
| 1992 巴塞隆拿奧運   | 吉吉·费尔南德斯（美国） · 瑪麗·喬·費南德茲（美国）           | 康奇塔·馬丁內斯（西班牙） · 阿蘭查·桑切斯·維卡里奧（西班牙）            | 萊拉·梅什基（独联体） · 娜塔莎·茲韋列娃（独联体）            |
| 1996 亞特蘭大奧運   | 吉吉·费尔南德斯（美国） · 瑪麗·喬·費南德茲（美国）           | 雅娜·諾沃特娜（捷克） · 海倫娜·蘇科娃（捷克）                           | 康奇塔·馬丁內斯（西班牙） · 阿蘭查·桑切斯·維卡里奧（西班牙） |
| 2000 雪梨奧運       | 維納斯·威廉絲（美国） · 塞雷納·威廉絲（美国）                | 克里斯蒂·布格特（荷兰） · 米麗安·奧雷曼斯（荷兰）                       | 埃爾斯·卡倫斯（比利时） · 多米尼克·莫納米（比利时）          |
| 2004 雅典奧運       | 李婷（中国） · 孫甜甜（中国）                                | 康奇塔·馬丁內斯（西班牙） · 比希尼婭·魯阿諾·帕斯夸爾（西班牙）          | 保拉·蘇亞雷斯（阿根廷） · 帕特里夏·塔拉比尼（阿根廷）        |
| 2008 北京奧運       | 維納斯·威廉絲（美国） · 塞雷納·威廉絲（美国）                | 安娜貝爾·梅迪娜·加里格斯（西班牙） · 比希尼婭·魯阿諾·帕斯夸爾（西班牙） | 晏紫（中国） · 鄭潔（中国）                                  |
| 2012 倫敦奧運       | 維納斯·威廉絲（美国） · 塞雷納·威廉絲（美国）                | 安卓莉雅·哈拉瓦科娃（捷克） · 露絲·哈迪卡（捷克）                       | 瑪麗亞·基里連科（俄罗斯） · 娜佳·彼得罗娃（俄罗斯）          |
| 2016 里約熱內盧奧運 | 葉卡捷琳娜·馬卡洛娃（俄罗斯） · 葉連娜·韋斯寧娜（俄罗斯）    | 迪美雅·芭辛絲姬（瑞士） · 瑪蒂娜·辛吉斯（瑞士）                         | 露絲·莎法洛法（捷克） · 巴博拉·斯特里措娃（捷克）            |
| 2020 東京奧運       | 巴博拉·克雷吉茨科娃（捷克） · 凱特琳娜·絲妮柯娃（捷克）      | 貝琳達·本西琪（瑞士） · 維多莉亞·格魯比奇（瑞士）                       | 劳拉·皮戈西（巴西） · 路易莎·斯蒂凡尼（巴西）                |
| 2024 巴黎奧運       | 薩拉·埃拉尼（意大利） · 賈斯明·保利尼（意大利）              | 米拉·安德烈耶娃（个人中立运动员） · 季阿娜·施耐德（个人中立运动员）     | 克里斯蒂娜·布克沙（西班牙） · 莎拉·索里貝絲·托摩（西班牙）   |

### 混合雙打
| 届数                | 金牌                                                                                        | 银牌                                                                              | 铜牌                                                                    |
| 1900 巴黎奧運       | 夏洛特·庫珀（英国） · 雷金纳德·多尔蒂（英国）                                               | 伊冯娜·普雷沃（法国） · 哈罗德·马奥尼（英国）                                     | 玛丽昂·琼斯·法夸尔（美国） · 劳伦斯·多尔蒂（英国）                      |
| 1900 巴黎奧運       | 夏洛特·庫珀（英国） · 雷金纳德·多尔蒂（英国）                                               | 伊冯娜·普雷沃（法国） · 哈罗德·马奥尼（英国）                                     | 黑德维希·罗森鲍莫娃（波希米亚） · 阿奇博尔德·沃登（英国）               |
| 1904–1908           | 自夏季奧運會比賽項目刪除                                                                    | 自夏季奧運會比賽項目刪除                                                          | 自夏季奧運會比賽項目刪除                                                |
| 1912 斯德哥爾摩奧運 | 多罗特娅·克林（德国） · 海因里希·朔姆布尔克（德国）                                         | 西格麗德·菲克（瑞典） · 贡纳尔·塞特瓦尔（瑞典）                                   | 玛格丽特·布罗克迪（法国） · 阿尔贝·卡内（法国）                         |
| 1920 安特衛普奧運   | 蘇珊妮·蘭格倫（法国） · 马克斯·德屈吉（法国）                                               | 凱斯琳·麥克凱恩·戈弗瑞（英国） · 马克斯·伍斯纳姆（英国）                          | 米拉达·斯克尔布科娃（捷克斯洛伐克） · 拉吉斯拉夫·热姆拉（捷克斯洛伐克） |
| 1924 巴黎奧運       | 黑兹尔·霍奇基斯·怀特曼（美国） · R·诺里斯·威廉斯（美国）                                    | 瑪麗昂·傑瑟普（美国） · 文森特·理查兹（美国）                                     | 科尼莉亞·布曼（荷兰） · 亨德里克·蒂默（荷兰）                           |
| 1928–2008           | 自夏季奧運會比賽項目刪除、1968年網壇公開化                                                  | 自夏季奧運會比賽項目刪除、1968年網壇公開化                                        | 自夏季奧運會比賽項目刪除、1968年網壇公開化                              |
| 2012 倫敦奧運       | 維多利亞·阿扎倫卡（白俄罗斯） · 馬克斯·米爾內（白俄罗斯）                                   | 勞拉·羅布森（英国） · 安迪·莫瑞（英国）                                           | 麗莎·雷蒙（美国） · 麥克·布萊恩（美国）                                 |
| 2016 里約熱內盧奧運 | 比丹妮·瑪蒂克-桑茲（美国） · 傑克·索克（美国）                                              | 維納斯·威廉絲（美国） · 拉傑夫·拉姆（美国）                                       | 露絲·哈迪卡（捷克） · 拉德克·斯泰潘內克（捷克）                         |
| 2020 東京奧運       | 安娜斯塔西亞·帕夫柳琴科娃（俄罗斯奥林匹克委员会） · 安德烈·鲁布列夫（俄罗斯奥林匹克委员会） | 葉連娜·韋斯寧娜（俄罗斯奥林匹克委员会） · 阿斯蘭·卡拉采夫（俄罗斯奥林匹克委员会） | 阿什莉·巴蒂（） · 約翰·皮爾斯（）                                       |
| 2024 巴黎奧運       | 凯特琳娜·丝妮柯娃（捷克） · 托馬什·馬哈奇（捷克）                                           | 王欣瑜（中国） · 張之臻（中国）                                                   | 加布里埃拉·達布羅斯基（加拿大） · 費利克斯·奧熱-阿利亞西姆（加拿大）    |

## 已取消項目

### 男子室內單打
| 届数                | 金牌                  | 银牌                  | 铜牌                        |
| 1908 倫敦奧運       | 阿瑟·戈尔（英国）     | 乔治·卡里迪亚（英国） | 梅杰·里奇（英国）           |
| 1912 斯德哥爾摩奧運 | 安德烈·戈贝尔（法国） | 查尔斯·狄克逊（英国） | 安东尼·怀尔丁（澳大拉西亚） |

### 女子室內單打
| 届数                | 金牌                               | 银牌                        | 铜牌                          |
| 1908 倫敦奧運       | 伊文多林內·伊斯雷克-史密斯（英国） | 艾丽斯·格林（英国）         | 梅尔塔·阿德勒斯特罗勒（瑞典） |
| 1912 斯德哥爾摩奧運 | 伊迪丝·汉南（英国）                | 索菲·卡斯滕斯基爾德（丹麦） | 梅布尔·帕顿（英国）           |

### 男子室內雙打
| 届数                | 金牌                                          | 银牌                                        | 铜牌                                              |
| 1908 倫敦奧運       | 赫伯特·巴雷特（英国） · 阿瑟·戈尔（英国）     | 乔治·卡里迪亚（英国） · 乔治·西蒙德（英国） | 沃爾馬·博斯特倫（瑞典） · 贡纳尔·塞特瓦尔（瑞典） |
| 1912 斯德哥爾摩奧運 | 莫里斯·热尔莫（法国） · 安德烈·戈贝尔（法国） | 卡尔·申佩（瑞典） · 贡纳尔·塞特瓦尔（瑞典） | 艾尔弗雷德·比米什（英国） · 查尔斯·狄克逊（英国） |

### 混合室內雙打
| 届数                | 金牌                                        | 银牌                                        | 铜牌                                            |
| 1912 斯德哥爾摩奧運 | 伊迪丝·汉南（英国） · 查尔斯·狄克逊（英国） | 海伦·艾奇逊（英国） · 赫伯特·巴雷特（英国） | 西格麗德·菲克（瑞典） · 贡纳尔·塞特瓦尔（瑞典） |

## 運動員獎牌榜
註：現役運動員以   淺綠色作標示。

### 男子
| 排名 | 運動員          | 國家          | 奧運屆數  | 金牌 | 銀牌 | 銅牌 | 總獎牌數 |
| ---- | --------------- | ------------- | --------- | ---- | ---- | ---- | -------- |
| 1    | 雷金纳德·多尔蒂 | 英国（GBR）   | 1900–1908 | 3    | 0    | 1    | 4        |
| 2    | 文森特·理查兹   | 美国（USA）   | 1924      | 2    | 1    | 0    | 3        |
| 2    | 安迪·莫瑞       | 英国（GBR）   | 2012–2016 | 2    | 1    | 0    | 3        |
| 4    | 劳伦斯·多尔蒂   | 英国（GBR）   | 1900      | 2    | 0    | 1    | 3        |
| 4    | 查尔斯·温斯洛   | 南非（RSA）   | 1912–1920 | 2    | 0    | 1    | 3        |
| 6    | 尼古拉斯·馬蘇   | 智利（CHI）   | 2004      | 2    | 0    | 0    | 2        |
| 6    | 拉斐爾·納達爾   | 西班牙（ESP） | 2008–2016 | 2    | 0    | 0    | 2        |
| 8    | 查尔斯·狄克逊   | 英国（GBR）   | 1908–1912 | 1    | 1    | 2    | 4        |
| 9    | 马克斯·德屈吉   | 法国（FRA）   | 1900–1920 | 1    | 1    | 1    | 3        |
| 9    | 費蘭度·干沙里斯 | 智利（CHI）   | 2004–2008 | 1    | 1    | 1    | 3        |

### 女子
| 排名 | 運動員                 | 國家          | 奧運屆數  | 金牌 | 銀牌 | 銅牌 | 總獎牌數 |
| ---- | ---------------------- | ------------- | --------- | ---- | ---- | ---- | -------- |
| 1    | 維納斯·威廉絲          | 美国（USA）   | 2000–2016 | 4    | 1    | 0    | 5        |
| 2    | 凱斯琳·麥克凱恩·戈弗瑞 | 英国（GBR）   | 1920–1924 | 1    | 2    | 2    | 5        |
| 3    | 塞雷納·威廉絲          | 美国（USA）   | 2000–2016 | 4    | 0    | 0    | 4        |
| 4    | 阿蘭查·桑切斯·維卡里奧 | 西班牙（ESP） | 1992–1996 | 0    | 2    | 2    | 4        |

## 國家獎牌榜
| 排名                      | 国家 / 地区               | 金牌 | 銀牌 | 銅牌 | 总计 |
| ------------------------- | ------------------------- | ---- | ---- | ---- | ---- |
| 1                         | 美国（USA）               | 21   | 7    | 13   | 41   |
| 2                         | 英国（GBR）               | 17   | 14   | 12   | 43   |
| 3                         | 法国（FRA）               | 5    | 6    | 8    | 19   |
| 4                         | 德国（GER）               | 4    | 6    | 3    | 13   |
| 5                         | 俄罗斯（RUS）             | 3    | 3    | 2    | 8    |
| 6                         | 瑞士（SUI）               | 3    | 3    | 0    | 6    |
| 7                         | 南非（RSA）               | 3    | 2    | 1    | 6    |
| 8                         | 西班牙（ESP）             | 2    | 8    | 5    | 15   |
| 9                         | 捷克（CZE）               | 2    | 3    | 4    | 9    |
| 10                        | （AUS）                   | 2    | 1    | 4    | 7    |
| 11                        | 智利（CHI）               | 2    | 1    | 1    | 4    |
| 11                        | 中国（CHN）               | 2    | 1    | 1    | 4    |
| 13                        | 混合（ZZX）               | 1    | 2    | 3    | 6    |
| 14                        | 捷克斯洛伐克（TCH）       | 1    | 1    | 2    | 4    |
| 15                        | 意大利（ITA）             | 1    | 0    | 2    | 3    |
| 16                        | 比利时（BEL）             | 1    | 0    | 1    | 2    |
| 16                        | 白俄罗斯（BLR）           | 1    | 0    | 1    | 2    |
| 16                        | 加拿大（CAN）             | 1    | 0    | 1    | 2    |
| 16                        | 西德（FRG）               | 1    | 0    | 1    | 2    |
| 16                        | 塞尔维亚（SRB）           | 1    | 0    | 1    | 2    |
| 21                        | 波多黎各（PUR）           | 1    | 0    | 0    | 1    |
| 22                        | 瑞典（SWE）               | 0    | 3    | 5    | 8    |
| 23                        | 阿根廷（ARG）             | 0    | 2    | 4    | 6    |
| 24                        | 希腊（GRE）               | 0    | 2    | 1    | 3    |
| 24                        | 日本（JPN）               | 0    | 2    | 1    | 3    |
| 26                        | 克罗地亚（CRO）           | 0    | 1    | 3    | 4    |
| 27                        | 荷兰（NED）               | 0    | 1    | 1    | 2    |
| 28                        | 个人中立运动员（AIN）     | 0    | 1    | 0    | 1    |
| 28                        | 奥地利（AUT）             | 0    | 1    | 0    | 1    |
| 28                        | 丹麦（DEN）               | 0    | 1    | 0    | 1    |
| 28                        | 罗马尼亚（ROM）           | 0    | 1    | 0    | 1    |
| 32                        | 独联体（EUN）             | 0    | 0    | 2    | 2    |
| 33                        | 澳大拉西亚（ANZ）         | 0    | 0    | 1    | 1    |
| 33                        | 波希米亚（BOH）           | 0    | 0    | 1    | 1    |
| 33                        | 保加利亚（BUL）           | 0    | 0    | 1    | 1    |
| 33                        | 匈牙利（HUN）             | 0    | 0    | 1    | 1    |
| 33                        | 印度（IND）               | 0    | 0    | 1    | 1    |
| 33                        | 挪威（NOR）               | 0    | 0    | 1    | 1    |
| 33                        | 波兰（POL）               | 0    | 0    | 1    | 1    |
| 总计（共39个国家 / 地区） | 总计（共39个国家 / 地区） | 75   | 73   | 90   | 238  |

## 備註
^a 上述兩個獎牌榜以金牌數目排行，在遇到平手時則依序以銀牌、銅牌數目排行。

## 外部連結
- 奧運網球 （页面存档备份，存于）